# Titanosticta macrogaster
Titanosticta macrogaster är en trollsländeart som beskrevs av Donnelly 1993. Titanosticta macrogaster ingår i släktet Titanosticta och familjen Isostictidae. IUCN kategoriserar arten globalt som otillräckligt studerad. Inga underarter finns listade i Catalogue of Life.